# Frédéric Trigo Piula
Frédéric Trigo Piula ou Trigo Piula né à Pointe-Noire le 5 août 1953, est un peintre, sculpteur, graveur, dessinateur et écrivain de la République du Congo. Il fait partie des figures montantes du paysage artistique congolais sur la scène internationale.

## Biographie
D'origine cabindaise, Trigo Piula est né le 5 août 1953 à Pointe-Noire en 1953 au sein d'une famille sensibilisée à l'art. Sa mère couturière créée ses propres modèles. Tout comme ses frères, Trigo Piula aime dessiner quel que soit le support, particulièrement sur du papier journal.

### Séjour européen
Adolescent, il part pour la France afin d'étudier l'art. Il y découvre des matériaux et des techniques nouvelles. Il participe à sa première exposition en 1966 puis en 1968 à Toulouse. Ayant étudié l'Espagnol, il se passionne pour les maîtres de la peinture ibérique tels que Francisco de Goya, Diego Vélasquez, Le Greco. Il est émerveillé par l'architecture d'Antoni Gaudí à Barcelone. Il s'intéresse également à l'école italienne et hollandaise.
A Paris, il visite les plus grands musées. Tout cet enrichissement va changer sa vision du monde et influencer son œuvre. C'est ainsi qu'il va commencer à faire une synthèse entre les tableaux d'art occidental et les symboles et objets rituels africains. Il souhaite reproduire des tableaux célèbres en y adjoignant un élément africain. Le meilleur exemple est probablement Mbusi Benetton produit en 2014, actuellement dans la collection de l'industriel Luciano Benetton, dans lequel Mona Lisa porte un masque Kwele du Gabon.
Après son séjour européen de six ans, il rentre au Congo en 1982 et fonde avec d'autres artistes, « Ndji Ndji art », un nouveau collectif de peintres. Il promeut des artistes à l'instar de la peintre Hayat Rihan Bitar.
Il enseigne également l'art à l'école consulaire Charlemagne de Pointe-Noire,.
Trigo Piula considère que l'école des peintres de Poto-Poto appartient à une histoire révolue du Congo.

« J’ai trouvé l’École de Poto Poto, j’aime bien dire, finie. Je pense que c’est une École qui a fait son temps, que l’esprit des acteurs à l’origine coloniale a fait son temps »

Pour Louis Kouéna Mabika : 

« La peinture de Trigo Piula est très féconde dans l’expression des valeurs authentiques. Elle replonge le congolais dans son identité culturelle et sur cette base lui permet de mieux connaître ses propres traditions et de réfléchir de façon féconde à l’émancipation sociale. Elle combat une forme d’aliénation profondément ancrée dans la conscience de l’africain du fait de la colonisation et de la domination de la culture occidentale. »

### Cycle «Nouveaux Fétiches»
D'après Trigo Piula, le mot fétiche proviendrait du portugais « facticios » qui signifie « non naturel » ou « artificiel », terme par lequel les colons désignaient ces objets.
Lors de la construction du Palais des congrès (avenue Alfred Raoul anciennement boulevard des armées) de Brazzaville par la coopération chinoise, un appel d'offres est lancé afin de soumettre des œuvres d’art qui seraient utilisées pour décorer les murs du palais. Il présente plusieurs peintures, parmi lesquelles figure Materna. En venant s'enquérir du statut du concours, il trouve Materna abandonné dans la cour du palais avec le mot « rejeté » écrit sur le verso, parce que la peinture représentait un fétiche et donc perpétuait les pratiques fétichistes et spirituelles, qui à l’époque, et sous le Parti congolais du travail marxiste-léniniste, étaient prohibées. Les autorités ne voulaient pas d’un objet de culte sur les murs d’un bâtiment gouvernemental.
Les autres critiques concernaient la « non africanité » du personnage central, que l'on comparait à un bouddha assis en position du lotus. Pourtant, les figures traditionnelles étaient déjà présentées de la sorte. C'est ainsi qu'il se donne comme mission de dénoncer cet oubli des valeurs traditionnelles, via la télévision par exemple et de les enseigner. C'est le cas avec le tableau Ta Télé ,.
En 1985, après le rejet de Materna, Trigo Piula découvre qu’un nouveau centre pour les arts est ouvert à Libreville au Gabon. Il s'agit du centre international des civilisations bantu (CICIBA), qui organise une biennale de l’art Bantou contemporain, L'artiste y envoie ses deux toiles Materna et Ta Télé pour se faire connaitre. C’est là que Susan Vogel, conservatrice et experte en art africain. découvre ses travaux et le contacte à Brazzaville,. C'est depuis ce jour que sa carrière internationale a décollé. En effet, des critiques d'art ont commencé à écrire des articles à son sujet et il a reçu une invitation à exposer à Bruxelles.

### La Tchikumbi

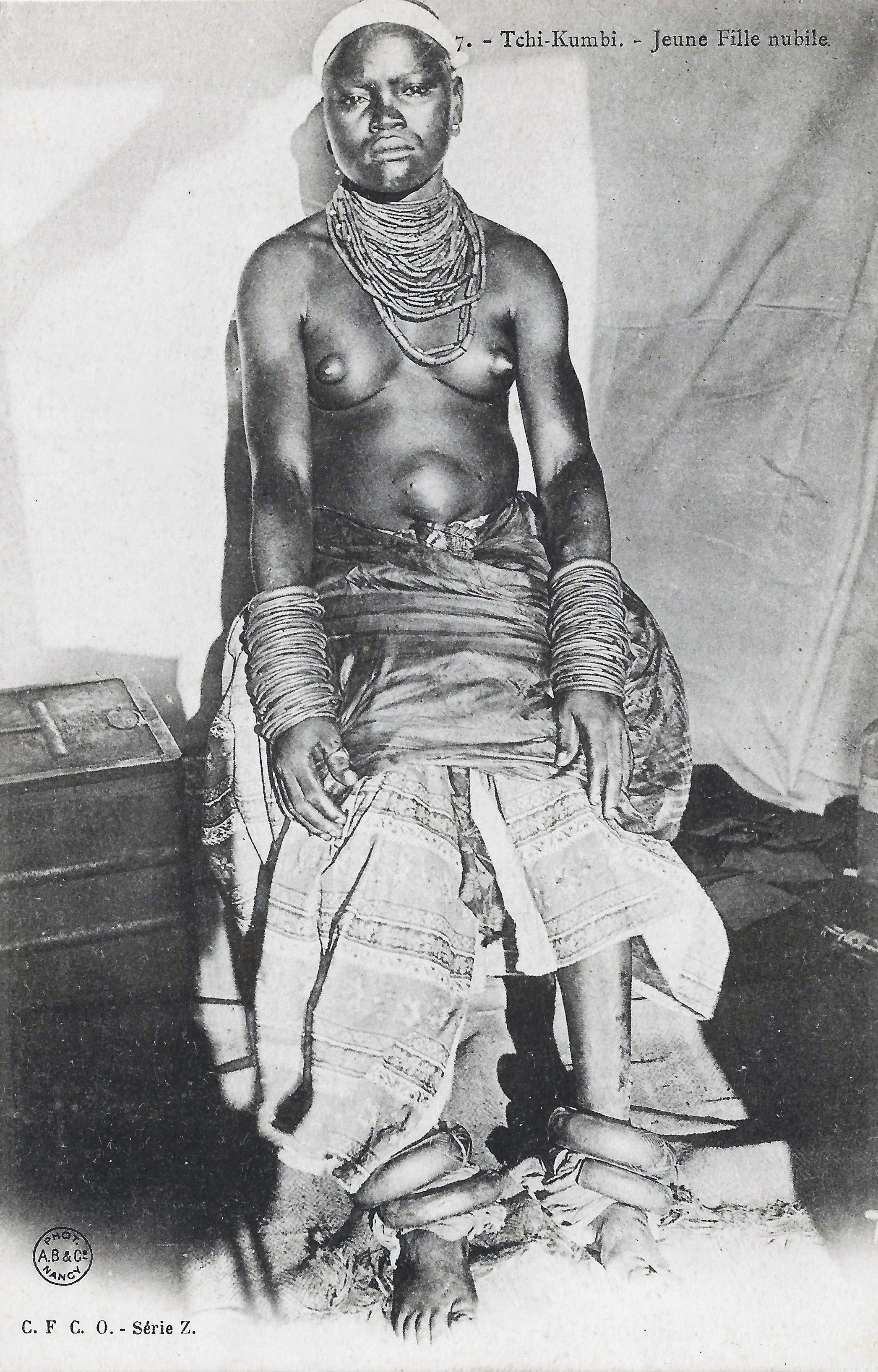
Tchikumbi - Jeune fille nubile et ses parures (1910)

En mars 2017, à l'occasion de la journée internationale des femmes, au centre culturel Jean-Baptiste Tati Loutard de Pointe-Noire, Trigo Piula expose sur le rôle de la femme chez les Loango et particulièrement sur le rite du Tchikumbi, un rite d’initiation de la jeune fille nubile chez les Vili, les Kotchi, les Lindji et les Woyo. L’exposition relate notamment le parcours de vie, que l’artiste nomme le « vaisseau » à travers les étapes de la « capture » (kubuil’) , de l’initiation, de la danse (Lilamb’) , le rapport aux traditions et au quotidien (michiku 1, 2 et 3 - enseignement, écoute et intériorisation des règles de la vie -), le regard vers l’avenir.
Les trente toiles de l’exposition sont subdivisées en quatre actes : 
- la Tchikumbi dans sa phase d’initiation
- l’expression de joie de la Tchikumbi
- les portraits ou différentes émotions exprimées par la Tchikumbi - bane-b’nkam’ (les filles de compagnie de la Tchikoumbi)
- les Ndunga (gardiens des traditions)

« La Tchikumbi représente la porte par laquelle j’entre dans la tradition. Par [elle], je découvre cette tradition, ces rites et ce qu’elle renferme. Par ces tableaux, j’exprime cet amour que m’a prodigué ma mère, mais aussi mes sœurs. C’est en cela que peut se justifier ce besoin d’affection à travers la peinture, la création. C’est avec beaucoup d’émotion que je revisite la Tchikumbi. Je garde un très grand respect de [cette] expérience. »

— Trigo Piula, 

« Quand la fille naît, elle est donnée au monde jusqu’à ce qu’elle soit prête. Prête à quoi ? À porter la vie, la grossesse et le quotidien. Dans le phénomène du Tchikumbi, chez les Loango, le fait de préparer la fille à porter la vie est un symbole très fort et génial car on reconnaît le triomphe, la réalité de la femme en tant qu’acteur aussi remarquable de la vie »

L’artiste Trigo Piula ne fait pas l'impasse sur les déviations comportementales de cette période de captivité. C’est ainsi qu’il propose au public les tableaux M’bumb (surprise! la Tchikumbi est enceinte) et un autre portant sur l’achèvement de la formation, une femme confirmée (U’tiétu).
Peintre de la femme congolaise, il met en valeur son corps en jouant sur la lumière, notamment lors des cérémonies magico-réligieuses. Dans ses toiles aux dominanates rouge et marron (les couleurs caractéristiques des atours de la Tchikumbi), se mélangent les parures, la nudité, le crâne rasé, les danses et le clair-obscur du feu.

### La cinquième dimension

Masques faciaux Kwele
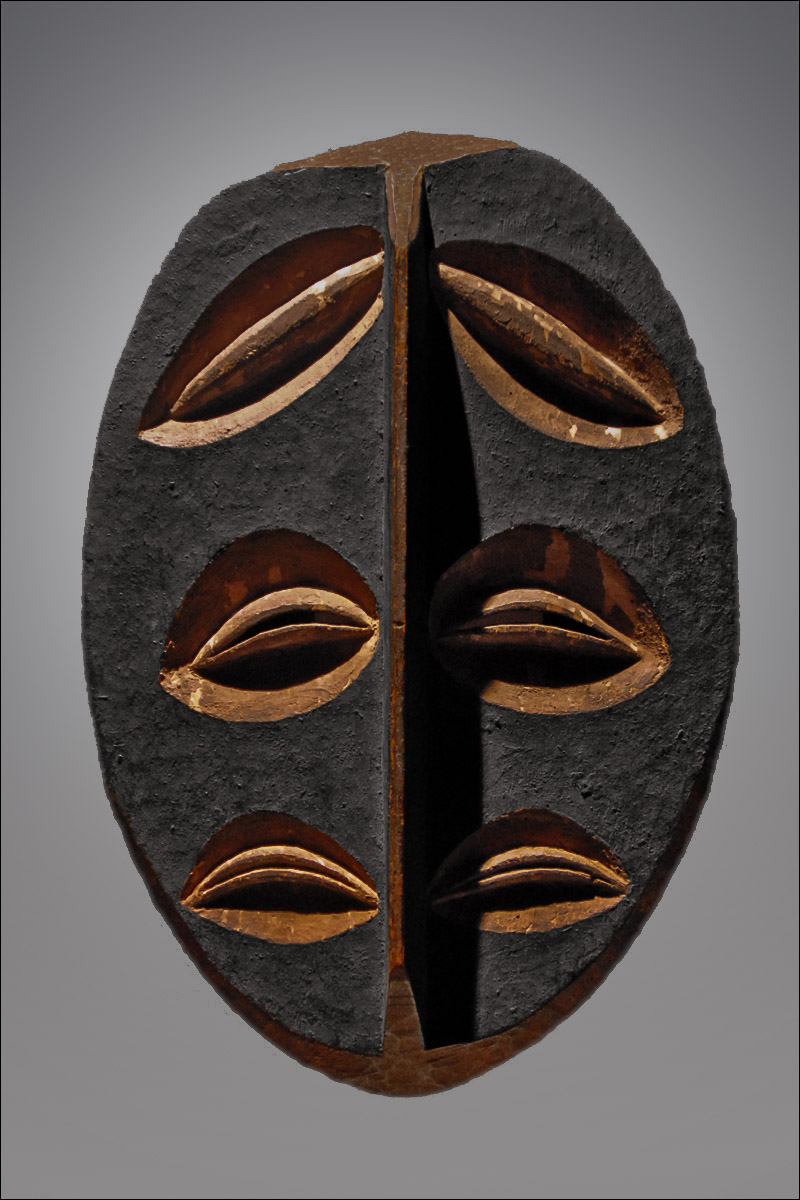
Musée du Quai Branly.
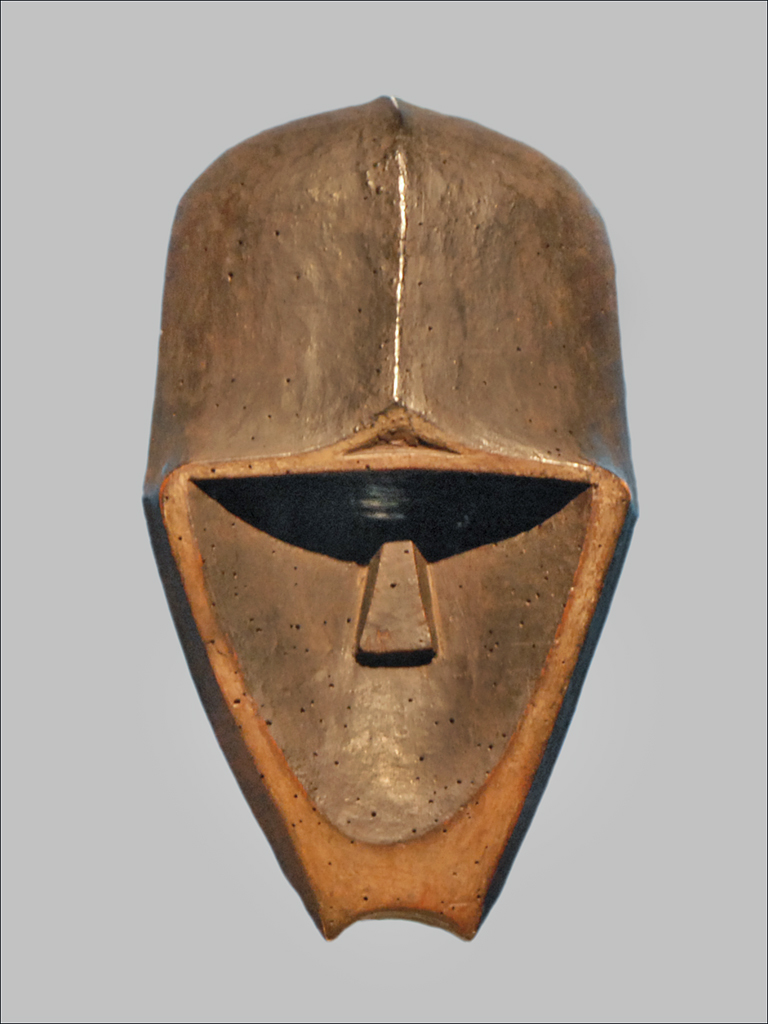
Gorille Gong - Musée du Quai Branly.
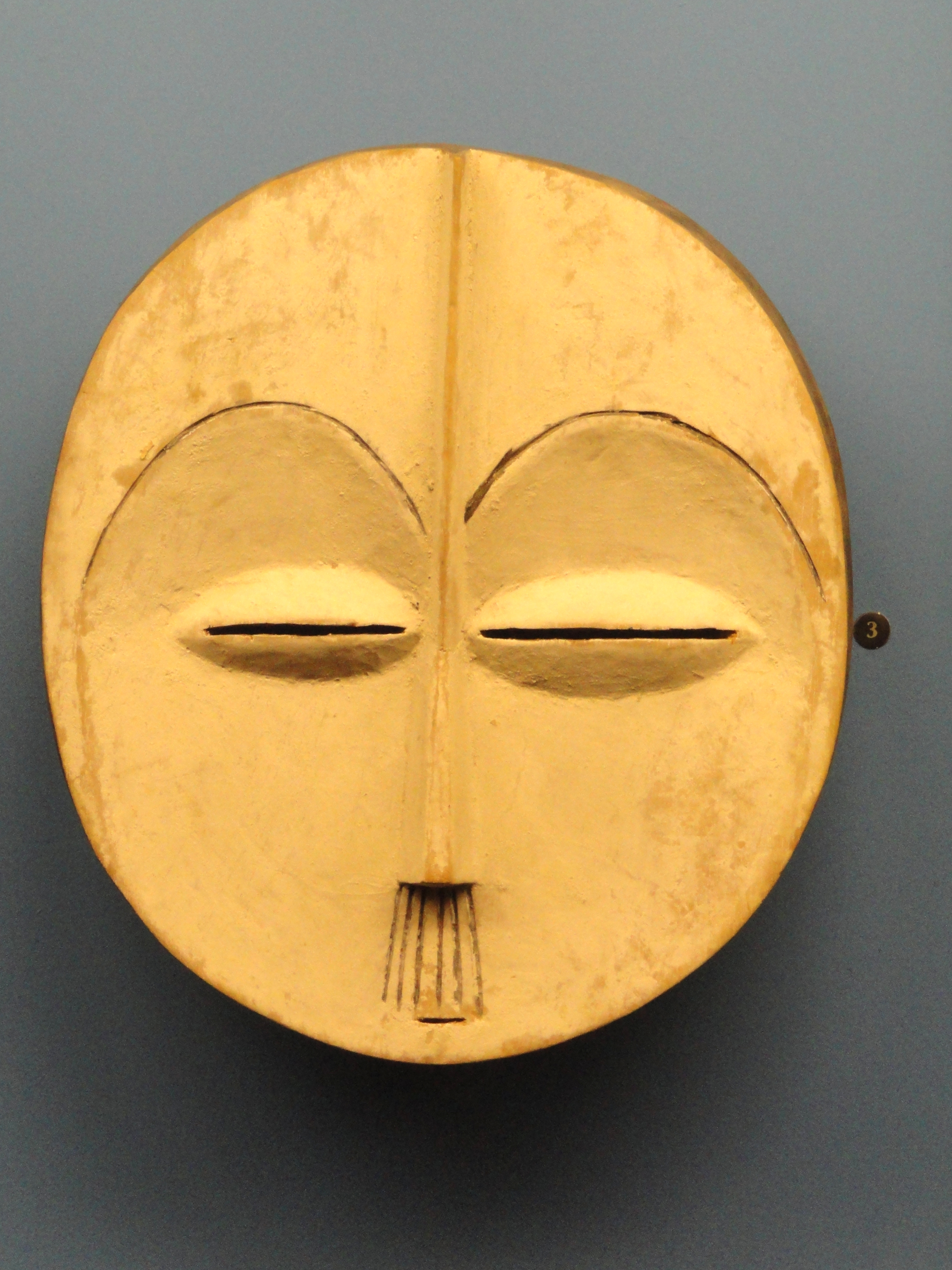
American Museum of Natural History.
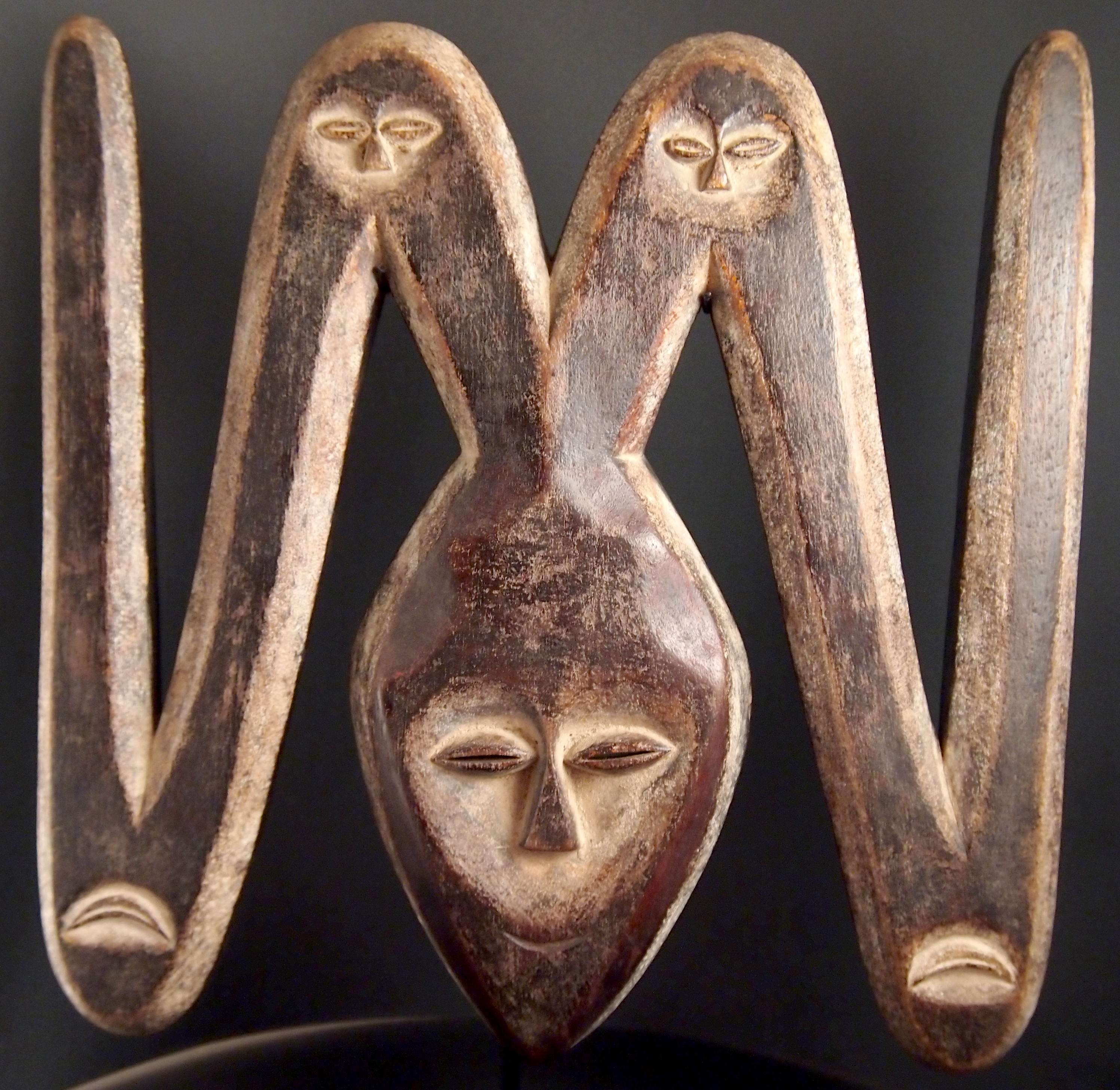
Ekuk esprit de la forêt, masque d'antilope - Sidewalk Tribal Gallery.
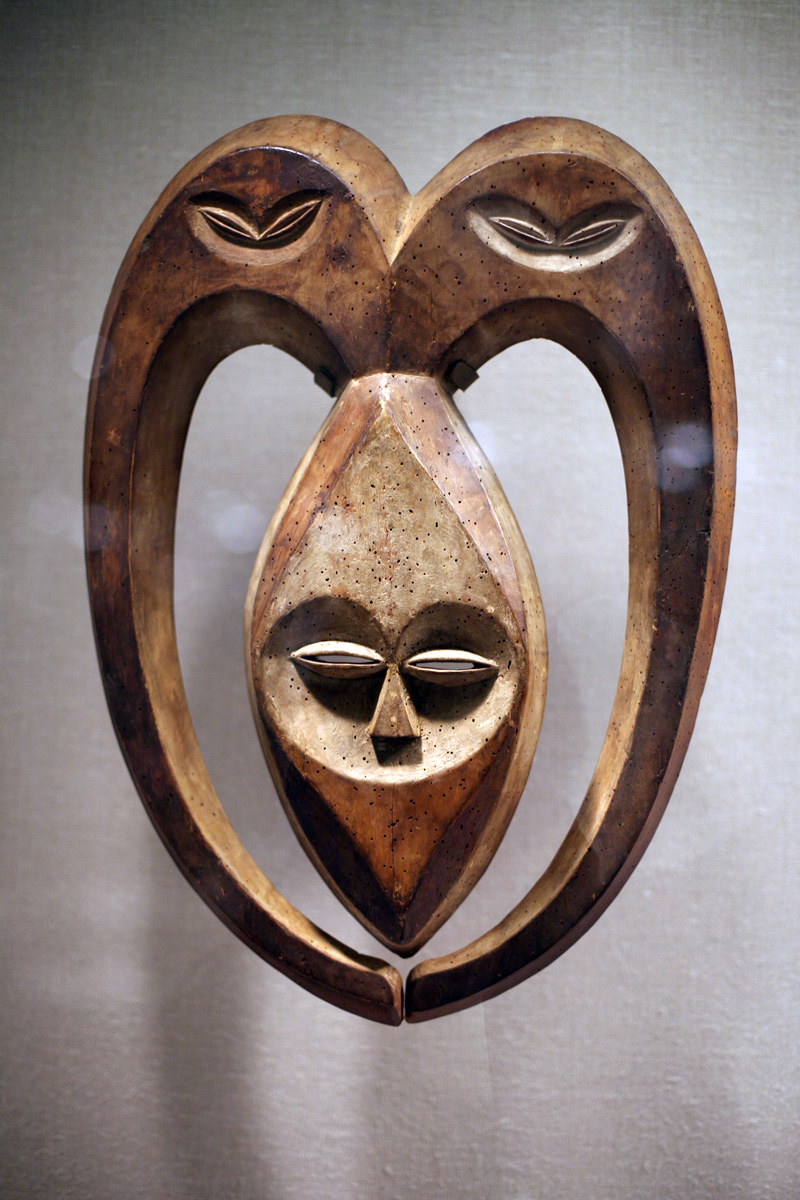
Masque - Metropolitan Museum of Art.

C'est le prochain cycle sur lequel planche l'artiste avec comme élément central le peuple Kwlele et ses masques. En effet, ce peuple du Gabon et du Gabon utilise le nombre d'or comme lors de la Renaissance pour produire leurs sculptures, peintures et constructions. Ces cinq dimensions comme par exemple le volume, le temps et l'espace sont le nouveau domaine d'exploration de l'artiste.

## Liste des œuvres principales
- Materna, 1984 inconnue, huile sur toile, 100 × 100 cm[8].
- Ta Télé, 1984, huile sur toile, 100 × 100 cm[10].
- Femme assise, huile sur toile, 37 × 46 cm[17]
- Ngolowa[note 1], 1988, huile sur toile, 100 × 100 cm[18].
- Fwambasi, année inconnue, divers mediums sur toile, 100 × 100 cm[19].
- Solitude, 2003, hymne à l’identité de l’ethnie Vili pour la mise en valeur de la Tchikumbi[6].
- Mbusi Benetton, 2014, Imago Mundi - Collection Luciano Benetton[20]

## Prix et distinctions
- 2000 - Premier Prix du président la république du Congo

## Expositions notables et rétrospectives

### Individuelles
- Centre culturel Jean-Baptiste Tati Loutard, Pointe-Noire, le rite du Tchikumbi ,2017

### Collectives
- Centre culturel français, Brazzaville, 1984
- Centre international des civilisations bantoues, Biennale de l’art Bantu contemporain, Libreville 1985
- The Center for African Art, Africa Explores: 20th Century African Art, 23 mai 1991-2 janvier 1992, illustré en couleur dans le catalogue p. 228; New York City, New York
- University Art Museum, Berkeley, Californie; 1992
- Dallas Museum of Art, Dallas, Texas, 9 février-5 avril, 1992
- St Louis Art Museum, Saint-Louis, Missouri, 15 mai-5 juillet 1992
- Mint Museum of Art, Charlotte; 8 août-11 octobre 1992
- Carnegie Museum of Art, Pittsburgh, Pennsylvanie, 7 novembre 1992-10 janvier 1992
- Corcoran Gallery of Art, Washington D.C., Washington, 6 février-4 avril 1993
- Center for fine-arts, Miami, Floride 1993
- Ludwig Forum für Internationale Kunst, Aix-la-Chapelle, 1993
- Fondation Antoni-Tàpies, Barcelone, 17 novembre 1993-16 janvier 1994
- Tate Liverpool, Liverpool, 1994
- Espace lyonnais d’art contemporain, Lyon, 1994
- Cooperation par l’Education et la culture, Bruxelles, l’Europe Fantôme, 28 mai-6 juillet 2003, illustrée en couleur dans le catalogue
- Dianxi Science and Technology normal University, Under One Sky, Licang, 6 novembre-23 décembre 2016[20]
- Projet H2K20, troisième volet « Afrique, cœur des lumières », Brazzaville, décembre 2018[21]